# Mauro José Miranda Gandra
Mauro José Miranda Gandra GOMM (Rio de Janeiro, 16 de abril de 1933 Rio de Janeiro, 24 de dezembro de 2018) foi um militar brasileiro. Foi ministro da Aeronáutica no governo Fernando Henrique Cardoso, de 1 de janeiro a 21 de novembro de 1995.
Em 1992, como tenente-brigadeiro-do-ar, Gandra foi condecorado pelo presidente Fernando Collor com a Ordem do Mérito Militar no grau de Grande-Oficial especial.
A carreira de Mauro Gandra é destacada. Nos quase 50 anos dedicados à Aeronáutica, galgou todas as patentes, de aspirante até tenente-brigadeiro, contabilizou 6.700 horas de vôo em diferentes equipamentos incluindo o avião presidencial One-Eleven, no qual viajaram 11 chefes de Estado e assumiu o cargo de ministro, no primeiro mandato do presidente Fernando Henrique Cardoso.
Hoje, diretor do Instituto do Ar da Universidade Estácio de Sá, Mauro Gandra se dedica à formação de profissionais da aviação. Casado, pais de dois filhos e tem sete netos, tem orgulho de ter aberto as portas da Aeronáutica para as mulheres brasileiras.